# Kroyeria gemursa
Kroyeria gemursa är en kräftdjursart som beskrevs av R. Cressey 1967. Kroyeria gemursa ingår i släktet Kroyeria och familjen Kroyeriidae. Inga underarter finns listade i Catalogue of Life.